# 鳴戸史郎
鳴戸 史郎（なると しろう、1908年10月19日 - 没年不詳）は、日本の俳優である。本名南條 慶夫（なんじょう よしお）。鳴戸 四郎、鳴門 史郎といった表記に揺れがある。「憎々しげな面貌」をもち、サイレント映画時代最末期の剣戟映画における、若手の悪役俳優として知られる。

## 人物・来歴

鳴戸史郎の出身地、高雄市における甲仙区の位置。山間部である。

1908年（明治41年）10月19日、日本統治時代の台湾・高雄州傀儡蕃社（現在の中華民国高雄市甲仙区）に生まれる。
長じて京都に移り、満19歳を迎える1927年（昭和2年）、東亜キネマに入社、同社の製作・配給する時代劇に出演して映画界にデビューしたが、役名のつかないまったくの端役であった。大部屋の端役俳優から身を起こし、1929年（昭和4年）には、後藤岱山監督の『幡随院長兵衛 智の巻』『幡随院長兵衛 勇の巻』の金時金兵衛、同じく『からくり蝶 前篇』『からくり蝶 後篇』の天堂角之進等を演じて、悪役としての地位を確立した。当時の同社には、黒幕的大物役として片岡左衛門や瀬川路之介といった悪役の重鎮がおり、その配下で実際に憎まれ役の行動を起こす役を演じる若手俳優であった。東亜キネマは経営悪化により、1931年（昭和6年）9月、東亜キネマの業務を代行する東活映画社（東活）が設立されると、鳴戸は同社に継続入社する。1932年（昭和7年）10月、東活が解散すると、同年11月に前・東亜キネマ京都撮影所長であった高村正次が東亜キネマを買収し、宝塚キネマ興行を設立、鳴戸は同社に移籍する。
1934年（昭和9年）2月、宝塚キネマが解散すると、鳴戸は、かつて東亜キネマが使用していた、兵庫県西宮市甲陽園の甲陽撮影所を使用して剣戟映画の製作を行っていた極東映画に移籍した。極東映画は、翌1936年（昭和11年）、撮影所を甲陽園から、大阪府南河内郡古市町白鳥園（現在の羽曳野市翠鳥園）へと移転したが、このとき、羅門光三郎、市川寿三郎、綾小路絃三郎らの俳優陣、下村健二、園池成男（古海卓二）、児井秀男（のちの児井英生）ら監督陣が甲陽園に残留し、甲陽映画を設立、鳴戸はこれに参加する。甲陽映画の製作物は、当初、千鳥興業が配給していたが、途中からマキノトーキー製作所が自社の製作物と二本立て等で、配給を請け負うようになったが、マキノトーキーが1937年（昭和12年）4月に解散すると、甲陽映画も翌月に解散した。鳴戸は、大塚田鶴子らとともに、奈良のあやめ池で市川右太衛門の実兄山口天龍が経営していた全勝キネマに移籍した。1940年（昭和15年）、全勝は松竹キネマの傘下に入るが、満32歳になる同年以降の鳴戸の出演記録が見当たらない。出演作品はすべてサイレント映画であるか、サウンド版、解説版のみであり、トーキーへの出演はなかった。その後まもなく時代は第二次世界大戦に突入し、消息は不明である。没年不詳。

## フィルモグラフィ
すべてクレジットは「出演」である。公開日の右側には役名、および東京国立近代美術館フィルムセンター（NFC）所蔵等の上映用プリントの現存状況についても記す。同センター等に所蔵されていないものは、とくに1940年代以前の作品についてはほぼ現存しないフィルムである。

### 東亜キネマ京都撮影所
すべて製作は「東亜キネマ京都撮影所」、配給は「東亜キネマ」である。すべてサイレント映画である。
- 『高山彦九郎』 : 監督後藤岱山、1928年10月13日公開 - 品山平三郎
- 『幡随院長兵衛 智の巻』 : 監督後藤岱山、1929年3月1日公開 - 金時金兵衛[1]
- 『幡随院長兵衛 勇の巻』 : 監督後藤岱山、1929年3月8日公開 - 金時金兵衛[1]
- 『からくり蝶 前篇』 : 監督後藤岱山、1929年6月5日公開 - 天堂角之進
- 『からくり蝶 後篇』 : 監督後藤岱山、1929年7月10日公開 - 天堂角之進、67分尺で現存（NFC所蔵[5]）
- 『夕霧の仙太』 : 監督石田民三、1929年9月6日公開
- 『仇討浄瑠璃坂 前篇』 : 監督後藤岱山、1929年10月15日公開 - 同末弟九兵衛
- 『右門一番手柄 南蛮幽霊』 : 監督橋本松男、1929年11月1日公開 - 髷の流人
- 『仇討浄瑠璃坂 後篇』 : 監督石田民三、1929年11月1日公開 - 同末弟九兵衛
- 『貝殻一平 前篇』 : 監督後藤岱山、1929年12月14日公開 - 長谷川由蔵
- 『二刀流安兵衛』 : 監督後藤岱山、1929年12月31日公開 - 弟三郎右衛門
- 『竜虎八天狗 水虎の巻』 : 監督後藤岱山、1930年4月18日公開 - 来喬太郎（忍術使）
- 『三日月次郎吉』 : 監督後藤岱山、1930年5月1日公開 - 不動山秀五郎、27分尺で現存（NFC所蔵[5]）
- 『右門捕物帖 六番手柄』（『右門六番手柄 仁念寺奇談』） : 監督仁科熊彦、1930年5月29日公開 - 和尚九郎右衛門
- 『竜虎八天狗 火竜の巻』 : 監督橋本隆文、1930年6月12日公開 - 来喬太郎（忍術使）
- 『右門捕物帖 十番手柄』 : 監督仁科熊彦、1930年11月29日公開 - 駕籠屋乙
- 『南国太平記 第一・第二篇』 : 監督山口哲平、1931年1月10日公開 - 池上五郎太
- 『南国太平記 双竜篇』 : 監督山口哲平、1931年1月15日公開 - 池上五郎太
- 『踊り子行状記』 : 監督後藤岱山、1931年2月11日公開 - 浜川典膳
- 『朱面組伝奇』 : 監督後藤岱山、1931年3月7日公開 - 鳥山造酒（謎の武士）
- 『乱刃花吹雪』 : 監督後藤岱山、1931年3月14日公開 - 山瀬三太夫
- 『天下の副将軍 前篇』 : 監督後藤岱山、1931年4月1日公開
- 『喧嘩商売』 : 監督後藤岱山、1931年4月15日公開 - 丹下左膳そっくりの浪人
- 『南国太平記 爆発篇』 : 監督山口哲平、1931年7月1日公開 - 池上五郎太

### 東活映画社
特筆以外すべて製作は「東活映画社」、配給は「東亜キネマ」である。すべてサイレント映画である。
- 『大岡政談 十三夜見物侍』 : 監督滝沢英輔、製作東活映画社・沢村国太郎プロダクション（澤村國太郎）、1932年3月20日公開 - 雲霧仁左衛門[1][2]
- 『きさらぎ九平』 : 監督後藤岱山、1932年5月29日公開 - 吉田作兵衛（浪人）
- 『助太刀辻講釈』 : 監督滝沢英輔、1932年7月28日公開 - 無頼漢八郎兵衛
- 『三千世界膝栗毛 へそ取り天上の巻』 : 監督後藤岱山、1932年8月14日公開 - 追剥

### 宝塚キネマ興行
すべて製作・配給は「宝塚キネマ興行」である。すべてサイレント映画である。
- 『護持院ヶ原の火華』（『護寺院ケ原の火華』） : 監督後藤岱山、1933年5月26日公開 - 來栖源九郎、39分尺で現存（NFC所蔵[5]）
- 『鳴子八天狗 飛竜篇』 : 監督後藤岱山、1933年7月1日公開 - 竜巻お蓮の乾分[2]
- 『鳴子八天狗 京洛篇』 : 監督堀江大生、1933年8月12日公開 - 竜巻お蓮の乾分[2]
- 『快傑荒法師 前篇』 : 監督城戸品郎、1933年9月15日公開 - 鳴四郎太夫
- 『鳴子八天狗 完結篇』 : 監督堀江大生、1933年11月15日公開 - 竜巻お蓮の乾分[2]
- 『韋駄天数右衛門』 : 監督後藤岱山、1933年12月31日公開 - 或る道場の士、69分尺で現存（NFC所蔵[5]）

### 極東映画
すべて製作・配給は「極東映画」である。すべてサイレント映画である。
- 『白面の兇盗』 : 監督下村健二、1935年5月15日公開 - 島帰りの入墨者[2]
- 『剣聖 荒木又右衛門』 : 監督仁科熊彦・山口哲平・下村健二、製作極東映画甲陽撮影所、1935年5月30日公開 - 星合段四郎、現存（NFC所蔵[6]）
- 『月形半平太』 : 監督仁科熊彦、1935年7月12日公開 - 小宮山三郎
- 『猪の松晴の鍔鳴り』 : 監督山口哲平、1935年12月5日公開[2]
- 『岩見重太郎 誉れの太刀風』（『岩見重太郎』『誉れの太刀風』） : 監督米沢正夫、1936年2月18日公開 - 後藤又兵衛[2]

### 甲陽映画
すべて製作は「甲陽映画」、配給は「千鳥興業」あるいは「マキノトーキー製作所」である。すべてサイレント映画に劇伴等が録音されたサウンド版である。
- 『奇傑黒鷲 前篇』 : 監督下村健二、配給千鳥興業、1936年8月14日公開 - 四方田玄蕃
- 『柳生二蓋笠』 : 監督高見貞衛、配給千鳥興業、1936年8月22日公開 - 盲蛇權太、46分尺で現存（NFC所蔵[5]）
- 『侠骨幡随院』（『侠骨番随院』） : 監督園池成男、配給千鳥興業、1936年9月5日公開 - 加賀爪甲斐守、39分尺で現存（NFC所蔵[5]）
- 『旅鴉時雨街道』 : 監督勝見雅之、配給マキノトーキー製作所、1936年11月2日公開

### 全勝キネマ
すべて製作・配給は「全勝キネマ」である。すべてサイレント映画に活動弁士の解説が録音された解説版である。
- 『神変斑猫』 : 監督橋本松男、1938年12月1日公開 - 望月主膳
- 『義剣血風陣』 : 監督金田繁、1938年製作・公開
- 『人獣双面鬼』 : 監督山田兼則、1938年製作・公開 - 門人横田文之進
- 『黄金の鷹 前篇 魔峽篇』 : 監督山本松男、1939年3月15日公開 - 役名不明、21分尺の総集篇が現存（NFC所蔵[7]）
- 『黄金の鷹 後篇 掃敵篇』 : 監督山本松男、1939年3月23日公開 - 役名不明、同上
- 『呪ひの銀猫』 : 監督山田兼則、1939年3月30日公開 - 猫間三十郎
- 『魔剣の渦巻』 : 監督橋本松男、1939年4月20日公開
- 『山嶽流騎隊』 : 監督橋本松男、1939年6月29日公開 - 怪行者[2]
- 『大利根の夜嵐』 : 監督不明、1940年製作・公開 - ごろつき[2]
- 『三劍怒濤に躍る 前篇 東海颶風の巻』（『三剣怒濤に躍る 前篇』） : 監督山田兼則、1940年8月29日公開 - 海野十郎太、27分尺で現存（NFC所蔵[5]）
- 『三劍怒濤に躍る 後篇 南海怒濤の巻』（『三剣怒濤に躍る 後篇』） : 監督山田兼則、1940年9月5日公開 - 海野十郎太、19分尺で現存（NFC所蔵[5]）
- 『愛染吹雪』 : 監督姓丸浩、1940年10月18日公開
- 『開運富籤剣法』 : 監督橋本松男、1940年12月31日公開